# Strange in Stereo
Strange in Stereo è il terzo album in studio del gruppo musicale In the Woods..., pubblicato nel 1999 dalla Misanthropy Records.

## Tracce
1. Closing In – 5:42
2. Cell – 4:33
3. Vanish in the Absence of Virtue – 4:16
4. Basement Corridors – 5:18
5. Ion – 5:40
6. Generally More Worried than Married – 8:53
7. Path of the Righteous – 6:55
8. Dead Man's Creek – 7:44
9. Titan Transcendence – 5:41
10. Shelter – 0:36
11. By the Banks of Pandemonium – 7:57

## Formazione
- Jan Kenneth Transeth - voce
- Synne Soprana - voce
- Christian Botteri - chitarra
- Christer-André Cederberg - chitarra
- Christopher Botteri - basso
- Anders Kobro - batteria